# تشارلز ويليام
تشارلز ويليام (بالإنجليزية: Charles Hale)‏ هو صحفي وسياسي أمريكي، ولد في 1831، وتوفي في 1882. انتخب عضو مجلس نواب ماساتشوستس.